# Zjawisko paranormalne

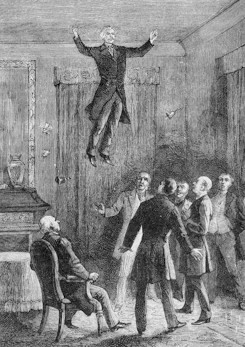
Daniel Dunglas Home

Zjawisko paranormalne, określane też jako parapsychologiczne, parapsychiczne, nadprzyrodzone i nadnaturalne, lub zgodnie z najnowszą terminologią: anomalne zjawisko mentalne – umiejętność lub zjawisko, którego istnienie nie zostało potwierdzone eksperymentem naukowym i którego istnienie wydaje się sprzeczne z panującymi teoriami naukowymi, lecz jego badaniem zajmują się parapsycholodzy.

## Przykłady domniemanych zjawisk paranormalnych
- Telepatia – zdolność przekazywania myśli, uczuć, wrażeń i obrazów zmysłowych na poziomie mentalnym.
- Jasnowidzenie – zdolność postrzegania osób, przedmiotów i zdarzeń odległych w czasie i przestrzeni.
- Dermooptyka – zwana także widzeniem skórnym – ma być zdolnością rozpoznawania barw i kształtów za pośrednictwem skóry.
- Ektoplazma – posiadająca specjalne właściwości substancja rzekomo wydzielona z ciała medium w trakcie transu.
- Psychokineza – umiejętność oddziaływania na przedmioty bez fizycznego kontaktu z nimi (m.in. zdolność poruszania przedmiotów siłą umysłu).
- Poltergeist – złośliwa bezcielesna moc mająca dokonywać zniszczeń wokół określonej osoby lub w określonym miejscu.
- Lewitacja – zdolność do swobodnego unoszenia własnego ciała dzięki sile woli.
- Pirokineza – zdolność zapalania przedmiotów, osób dzięki sile woli.

## Krytyka
Zdaniem sceptyków odkrycia, które w jakimś stopniu pasują do teorii paranormalnych, są natychmiast rozgłaszane jako jednoznaczny i stuprocentowo potwierdzony tryumf nauk paranormalnych, podczas gdy przypadki przeciwne, kiedy wykazano próbę oszustwa lub zjawisko wyjaśniono całkowicie racjonalnie, są w środowisku pasjonatów zjawisk paranormalnych pomijane dyskretnym milczeniem lub zbijane innym, nigdzie niepotwierdzonym „odkryciem”.
Część fenomenów „paranormalnych” może mieć też racjonalne wytłumaczenie. Przykładem może być zagadka „Trójkąta Bermudzkiego”, która prawdopodobnie została wyjaśniona w sposób racjonalny. Przyczyną tajemniczych zaginięć są sporadyczne erupcje metanu z podwodnych złóż w tych rejonach. Bąble metanu wydobywające się ze szczelin w dnie oceanu powiększają się w miarę wypływania na powierzchnię do ogromnych rozmiarów. Powstały z wody i pęcherzyków metanu płyn ma gęstość znacznie niższą, niż woda, przez co znajdujące się w nim statki tracą wyporność i toną.
Fundacja Edukacyjna Jamesa Randiego (James Randi Educational Foundation) ufundowała nagrodę w wysokości 1 miliona dolarów każdemu, kto w wiarygodnym eksperymencie naukowym udowodni istnienie dowolnego zjawiska paranormalnego. Jak dotąd nikt tej nagrody nie odebrał.

## Definicja i podział zjawisk paranormalnych Grubera[3]
Zjawisko – w języku parapsychologii jest to manifestacja paranormalna – wizualne wrażenie paranormalne (np. w formie halucynacji) lub pewnego (może) materialnego „złudzenia”.
Zjawisko psi (inaczej: anomalne zjawisko mentalne) termin na określenie wszystkich zjawisk paranormalnych.
Zjawisko spontaniczne – niewzbudzane i nieoczekiwane zjawisko paranormalne.
Specyficznym rodzajem zjawiska spontanicznego jest RSPK (od ang. recurrent spontaneous psychokinesis – „powracająca psychokineza spontaniczna”). RSPK jest fachowym terminem określającym zjawiska pojawiania się duchów.